# 瀰濃庄戰役
瀰濃庄戰役，為1787年林爽文事件中發生於今高雄市美濃區的一場戰役，天地會部隊圍攻瀰濃庄，六堆軍前往守禦臺灣府城而守備空虛，該戰六堆軍以少勝多。相傳瀰濃庄存亡絕續之時，貌似關公的德勝公助陣，後人於彌濃庄建德勝公壇，每年祭祀。

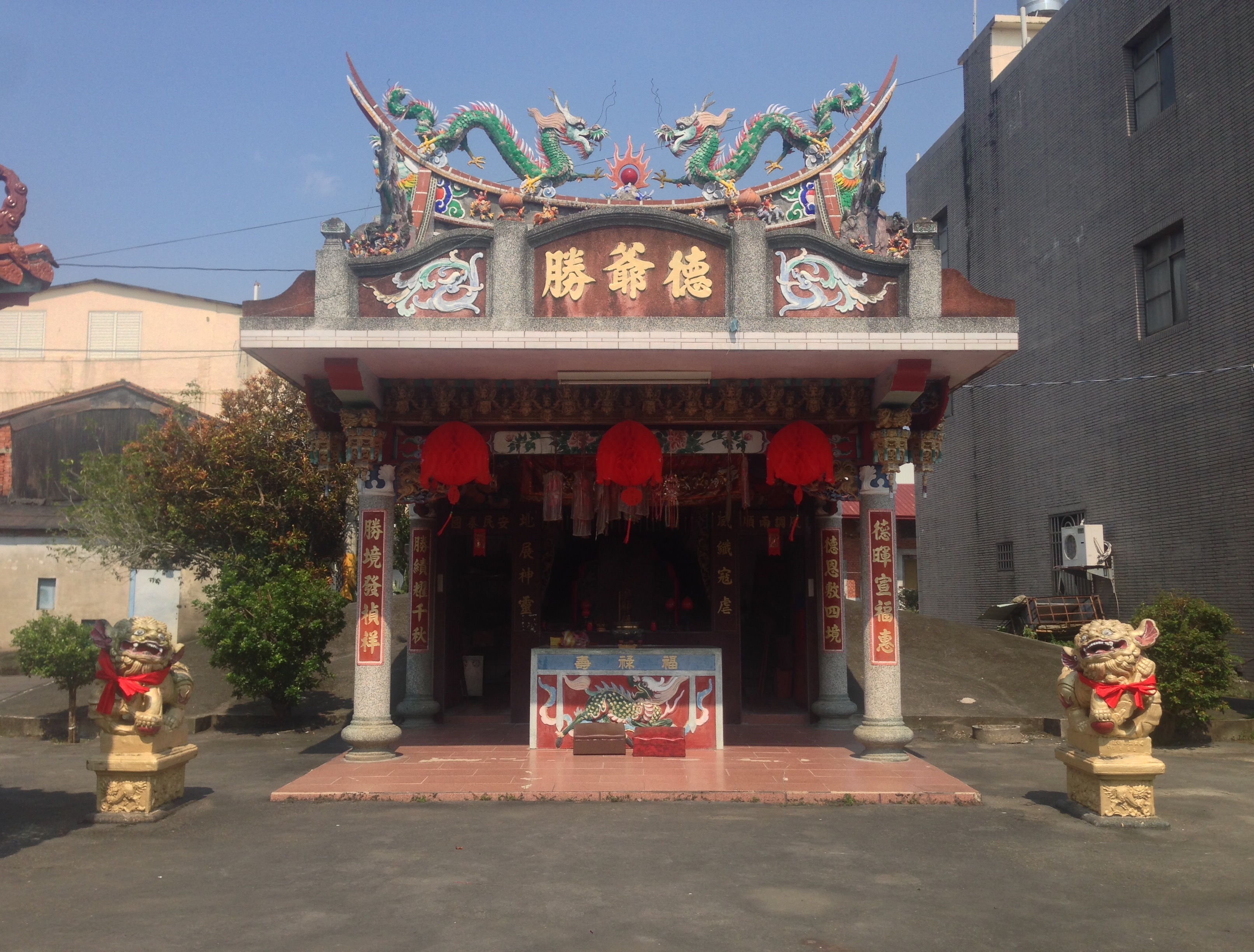
德勝公壇